# Живопись и графика Хетагурова

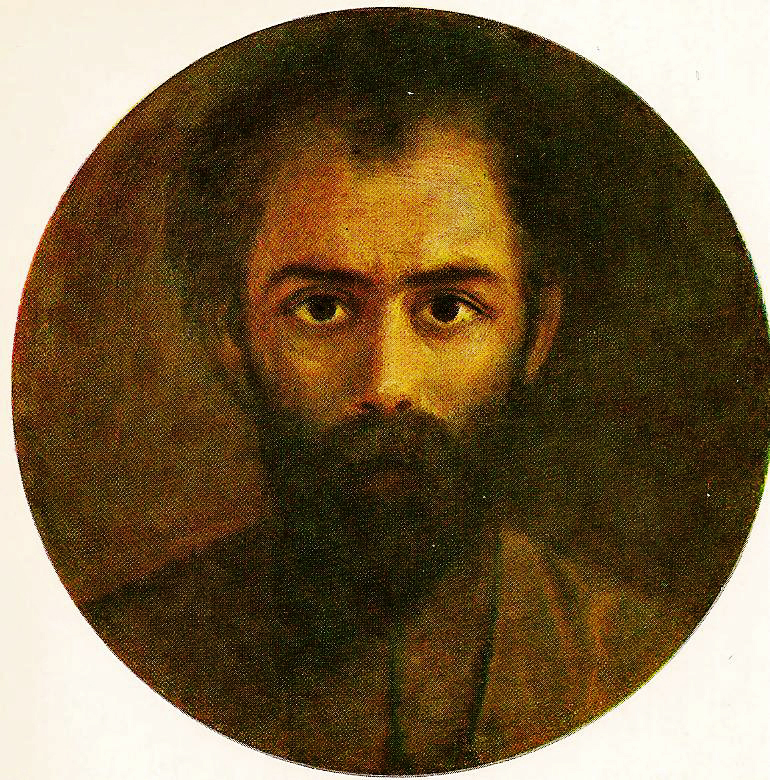
Коста Хетагуров «Автопортрет», Северо-Осетинский республиканский художественный музей

Коста Хетагуров (1859-1906) является зачинателем станковой и фресковой живописи и декоративно-оформительского искусства как в Осетии, так и среди других горских народов Северного Кавказа.

## Обзор творчества
С первых дней обучения в Савропольской гимназии Коста, увлекавшийся с детства живописью, привлёк к себе внимание учителя рисования, Василия Ивановича Смирнова. Работы Коста выставлялись на выставках в гимназии а в 1877 году рисунки Хетагурова были представлены на проходившей в Москве Всероссийской выставке художественных работ учащихся средних учебных заведений.
28 марта [9 апреля] 1881, по настоянию В. И. Смирнова было подготовлено ходатайство педагогического совета Ставропольской гимназии о выделении Коста Хетагурову стипендии для продолжения обучения в Санкт-Петербургской академии художеств . Ходатайство было удовлетворено и в августе 1881 года Хетагуров был принят в класс живописи Академии художеств. Вместе с Хетагуровым в Академии учились художники: М. Врубель, В. А. Серов, Н. Самокиш, пейзажист Г. Башинджагян, скульптор В. Беклемишев и др. Первое время Коста посещал класс живописи, затем перешёл в гипсово-фигурный класс, руководителем которого был П. П. Чистяков. Однако окончить учёбу Коста не удалось, после прекращения выплаты стипендии, 20 октября 1883 г. он был исключён из Академии. Не имея средств к существованию, в начале лета 1885 г. Коста вернулся в отцовский дом, не закончив курса обучения.
Во Владикавказе Коста занимается живописью, оформляет театральные постановки, рисует декорации. По мнению Махарбека Туганова, к владикавказкому периоду творчества Хетагурова относятся портреты Мысырби Гутиева, Тутти Тхостовой, Хусина Баева. Коста выставлялся во Владикавказе и Ставрополе вместе с художником А. Г. Бабичем, с которым его связывала совместная работа по оформлению театральных декораций .
Источником вдохновения Коста как поэта и как художника стал образ Анны Поповой, знакомство с которой произошло в декабре 1885 — январе 1886 гг. Анна послужила моделью при создании картин «Святая равноапостольная Нина, просветительница Грузии» и «Скорбящий ангел». В середине 80-х годов он создал портрет Анны Поповой, написанный маслом.

Картина «Святая равноапостольная Нина, просветительница Грузии», заказанная Коста женским учебным заведением Святой Нины в Тифлисе, привлекла всеобщее внимание на выставке картин Коста Хетагурова, проходившей во Владикавказском коммерческом клубе в 1887 г. Автор статьи в газете «Северный Кавказ» писал: 
Картина эта, нарисованная на доске, представляет собою равноапостольную просветительницу Грузии св. Нину - во весь рост портрет юной девушки, помещенной в нише. Какова эта картина в отношении исполнения, ясно показывает то обстоятельство, что многие из посетителей выставки просят у г. Хетагурова позволения зайти за перегородку, отделяющую картину от публики, и воочию убедиться, что св. Нина действительно нарисована, а не представляет из себя «алебастровую статую», как это кажется многим. В левой руке, покоящейся на груди, просветительница держит рельефно выступающий написанный пергамент, а в правой - крест из виноградных лоз, скрепленных ее собственными волосами; сверх повязки, наполовину прикрывающей лоб, на голову накинут ярко выделяющийся на общем фоне белый башлык; вся фигура, все принадлежности костюма поражают изумительною натуральностью, но особенное внимание посетителей всегда останавливает на себе выражение глаз у святой Нины: взор ее, обращенный в пространство, так и светится глубоким, всецело охватившим ее вдохновением, святою верою и всестороннейшею преданностью воле того, служение которому она избрала целью жизни. 
Сохранилось свидетельство что картина висела в холле учебного заведения Святой Нины в Тифлисе . Дальнейшая судьба картины неизвестна, так что о картине можно судить только по приведённому описанию.
Картина «Плачущий ангел» является авторской копией с гравюры Шарля Ланделя. Моделью при создании картины послужила Анна Попова. В марте 1888 года Коста выставил картину на продажу в надежде, что её приобретут для церковных нужд. Но этого не произошло, так как образ скорбящего ангела лишён религиозности, написан в реалистической манере и содержит вполне определённые черты смертного человека.
В 1888—1890 годах Коста принимал участие в работах по восстановлению живописи интерьера собора Вознесения Господня в Алагире. В настоящее время ряду фресок собора атрибутируется авторство Коста. Елена Цаликова вспоминала, что в 1888—1889 Коста получил и выполнил заказ на портрет государя Александра III. Незадолго до первой ссылки Коста работает над портретом Анны Цаликовой, о котором он говорит в письме Анне от 15 июня 1891г .
Особое место в творчестве Коста Хетагурова занимают полотна, посвящённые жизни и быту осетин: картина «Мальчики-каменщики», «Горянка, идущая за водой», незаконченная картина «Женщина-горянка в сакле». В двух последних работах, по мнению современников, Коста изобразил свою мать. Во Владикавказе был написан портрет матери художника, созданный им на основе впечатлений от рассказов о ней знавших её людей .
К периоду первой ссылки в горах Карачая, длившейся с февраля 1892 по март 1893 г., относятся пейзажи «Природный мост», «Тебердинское ущелье», «Вид большого Карачая» а также серия рисунков из жизни рабочих рудника «Виды большого Карачая и нарождающийся в Карачае горный промысел». Рисунки были опубликованы в 1892 году в издававшемся в Петербурге журнале «Север». К тому же периоду относят полотно «Перевал Зикара», на котором Коста изобразил родные места, верховья выходящего в Нарскую котловину Джинатского ущелья, где располагался аул Джинат — родина матери Коста.
После ссылки в Карачае, в Ставрополе Коста возвращается к занятиям церковной живописью. Известно, что он принимал участие в росписи законченного строительством в 1897 году собора Андрея Первозванного. В Ставрополе Коста возвращается к работе над портретом Анны Цаликовой. 3 февраля 1897г, в день именин Анны, Коста преподнес портрет в подарок Анне . К этому периоду относится рисунок заглавной страницы рукописи К. Хетагурова «Осетинская лира», переданной Гаппо Баеву для публикования 3 сентября 1898 г.
Во время второй ссылки, в Херсоне, в 1899 году, Коста даёт домашние уроки рисования сыну нотариуса Тимчинского, пишет портреты, реставрирует старые иконы. Написанные Хетагуровым в Херсоне образ Христа и портрет дочери Тимчинского не сохранились.
В декабре 1901 г. Коста Хетагуров переехал во Владикавказ, решив поселиться здесь навсегда. Во Владикавказе он планирует вновь вернуться к занятиям живописью, пытается открыть школу рисования для одаренных детей. В первой половине 1902 года Коста получил крупный заказ от армянской церкви. В письме А. Хетагурову он писал: «Скоро начну большую работу по живописи, — армяне отдают мне все иконы в расширенной церкви». Но осуществить эти планы Коста не удалось.

## Живопись
Кисти Хетагурова принадлежит не менее 16 живописных работ, росписи в храмах.

### Станковая живопись
| №  | Картина | Название                                      | Техника / Размер (см)    | Галерея                                                 | Примечания |
| -- | ------- | --------------------------------------------- | ------------------------ | ------------------------------------------------------- | --- |
| 1  |         | «Скорбящий ангел» 1888                        | Холст, масло 160×102     | Северо-Осетинский республиканский художественный музей  | Авторская копия с гравюры Шарля Ланделя. Моделью для ангела послужила муза Коста Анна Яковлевна Попова. Картина находилась в семье (была подарена) присяжного поверенного Дзантемира Шанаева. Супруга Шанаева передала картину "Обществу распространения образования среди горцев" . |
| 2  |         | «Моление о чаше»                              | Холст, масло 213×122     | Северо-Осетинский республиканский художественный музей  | Авторская версия иконы «Моление о чаше» распространённого иконографического типа (Бруни (1834–1836), Верещагин (1875—1879), Генрих Гофман (1890)). |
| 3  |         | «Портрет Анны Поповой». 1886                  | холст, масло             | Национальный Музей Республики Южная Осетия, Цхинвал.    | Портрет возлюбленной Коста, Анны Поповой, происходившей из зажиточной купеческой семьи обрусевших армян. Образ Анны стал источником вдохновения для Коста-художника, она послужила моделью при создании картин «Святая Нина» (1887) и «Скорбящий ангел» (1888). Портрет был подарен поэтом Анне Поповой 9 декабря 1901 г. На обороте написано: «На добрую память оригиналу от глубоко преданного автора. Коста». |
| 4  |         | «Спас нерукотворный». 1886                    | холст, масло             | Национальный Музей Республики Южная Осетия, Цхинвал.    | Образ Христа, для которого ему позировал брат Анны Поповой, Яков Яковлевич Попов. В 1902 году поэт подарил полотно А. Поповой. Сделанная на нём надпись гласит: «Глубокоуважаемой Анне Яковлевне на добрую память от Коста». |
| 5  |         | «Портрет Тутти Тхостовой». 1885—1891          | холст, масло 37×32       | Северо-Осетинский республиканский художественный музей. | Портрет Тутти Тхостовой, матери лесничего Ибрагима Шанаева, с которым Коста был знаком со времён учёбы в Академии художеств в Петербурге, где Шанаев учился в Лесном институте, и оба они посещали собрания нелегального студенческого кружка кавказских горцев. Во Владикавказе в 1886 Хетагуров жил в доме Шанаевых |
| 6  |         | «Портрет Мисырби Гутиева».                    | холст, масло 50*34       | Северо-Осетинский республиканский художественный музей. | Прапорщик Мысырби Гутиев в 1870 году, вместе с отцом Коста, Леваном Хетагуровым, принимал участие в организации переселения жителей Нарской котловины в Кубанскую область и в самом переселении. |
| 7  |         | «Портрет Хусины Баева». 1885—1891             | холст, масло 40×30       | Северо-Осетинский республиканский художественный музей. | Хусин (Георгий) Баев, служил в сотне осетинской милиции вместе с отцом поэта Леваном Хетагуровым, дед Гаппо Баева, друга Коста Хетагурова, издателя "Ирон фандыр". |
| 8  |         | «Портрет Елены Фёдоровны Крек-Носковой». 1890 | холст, масло , 40×30     | Северо-Осетинский республиканский художественный музей. | Портрет Елены Фёдоровны Крек-Носковой (1890 г.), дочери Фридриха Крека, немца по происхождению, державшего во Владикавказе мастерскую по изготовлению часов, продававшихся под маркой «Владикавказ. Крек». Е. Ф. Крек-Носковой Коста посвятил акростих. |
| 9  |         | «Дети каменщики». 1886-1890                   | холст, масло 195×141     | Северо-Осетинский республиканский художественный музей  | По сведениям приводимым М. Тугановым, Хетагуров начал писать картину в 1886. «Картина еще не совсем была закончена, когда Коста выслали из пределов Терской области. Пользуясь тяжелым положением художника, одна местная богачка пожелала за гроши приобрести эту картину. Она была продана за 100 руб. Но этих денег Коста так и не получил, хотя картина была перенесена уже в дом покупщицы и там украшала ее столовую в течение нескольких лет. Коста с трудом удалось вернуть себе картину. Он потом безвозмездно передал ее тогдашнему Обществу распространения образования и технических сведений среди горцев. Картина эта затем путешествовала из дома в дом, от одного члена Общества к другому, и только при советской власти попала в музей Северной Осетии, где она находится и сейчас». |
| 10 |         | «Горянка, идущая за водой». <>                | холст, масло 160×83      | Северо-Осетинский республиканский художественный музей. | По Мнению М. С. Туганова, Коста изобразил на картине свою мать и себя, маленького мальчика, бегущего за матерью . |
| 11 |         | «Природный мост». <1891—1892>                 | холст, масло 65,8×79,3   | Северо-Осетинский республиканский художественный музей. | Картина написана в период первой ссылки Хетагурова, в Карачае . Коста упоминает эту работу в письме Андукапару Хетагурову, в первой половине 1902 года: «Назови их этюдами: 1) "В осетинской сакле"; 2) "Природный мост в верховьях Кубани"; 3) "Перевал Зикара" и "Шамиль"» . |
| 12 |         | «Тебердинское ущелье». <1891—1892>            | холст, масло 65,8×79,3   | Северо-Осетинский республиканский художественный музей. | Картина была написана в период первой ссылки в Карачае. Ш. К. Холамлиев вспоминал, что в тот период Коста жил у Ислама Крымшамхалова, в Теберде, где тот в 1892 году построил бревенчатый дом, в котором были предусмотрены комнаты для друзей. Они любили Тебердинское ущелье и вместе занимались там живописью. Там же руками ловили форель. Коста тогда писал свою известную картину «Долина Теберда», которую носил с собой и постоянно её подправлял. |
| 13 |         | «Перевал Зикара». <1891—1892>                 | холст, масло 65,8×79,3   | Северо-Осетинский республиканский художественный музей. | На картине изображен живописнейший уголок Осетии, перевал Зикара в верховьях Джинат-Таульского ущелья. Здесь располагался аул Джинат - родина матери Коста . Точка, с которой Коста изобразил перевал располагается на восточном склоне отрога г. Зекара, который выходит в с. Нар, напротив сакли в которой родился и вырос Коста. Аул, на переднем плане возможно сел. Месиджин или Губайтикау расположенные в ущелье, 5 и в 7 км от дома Коста. Перевал Зикара упоминается в этнографическом очерке "Особа": "Нарская котловина, замкнутая высочайшими снеговыми вершинами гор Адайхох, Зикара, Тепле и их отрогами, оставалась совершенно изолированной от остального мира. Перевалы Мамисонский, Рукский и Зикарский (все в Закавказье) только в летние месяцы были доступны для переправы пешком с навьюченным ослом или лошадью". Картина написана в период первой ссылки Хетагурова, в Карачае .                  |
| 14 |         | «Гонка араки».                                | холст, масло 53×80       | Северо-Осетинский республиканский художественный музей. | Как утверждала родственница Коста, Хаира Хетагурова, автор изобразил на картине реальных людей: крайняя справа женщина, сидящая на подушке, - это воспитавшая будущего поэта до 5 лет Чендзе Туаева-Хетагурова. Она держит рог с аракой. В середине изображена сидящая на корточках миловидная женщина помладше. Она только что преподнесла Чендзе рог. По уверениям Хаиры, это родная мать Коста - Мария. Её образ был навеян никогда не видевшему её сыну многочисленными рассказами родственников. С левой стороны за деревянным чаном («мили») сидит молодая девушка. Это и есть сама Хаира. По её словам, они с Марией гнали араку, и к ним в гости пришла Чендзе. Хаира помешивает находящийся в чане лёд, чтобы он скорее растаял и не дал остыть медной трубе. Картину эту Хетагуров не закончил . |
| 15 |         | «Столовая гора».                              | холст, масло 16×29       | Северо-Осетинский республиканский художественный музей. | В правом нижнем углу подпись: Коста. М.С. Туганов называет это полотно "эпизод «Столовая гора»" . |
| 16 |         | «Портрет Анны Цаликовой». 1897                | холст, масло 68×46       | Северо-Осетинский республиканский художественный музей. | Портрет Анны Цаликовой (1897 г.), младшей и любимой дочери в большой и дружной семье священнослужителя Александра Ивановича (Гугуевича) Цаликова. По свидетельству М. С. Туганова , Анна избегала позирования и Коста при создании портрета использовал фотографию, где Анна и её подруга запечатлены в национальных костюмах. Портрет был написан всего за месяц, к дню именин Анны, Анюта была изображена в голубом платье с жёлтой вставкой на груди с золотыми крючками. 3 февраля 1897г, в день именин Анны, Коста преподнес портрет в подарок. Анне её портрет не нравился, но, из уважения к Коста, она не сразу высказала своё недовольство. После того, как Анна все же сказала, что ей не очень нравится ярко-голубой цвет платья, раздосадованный Коста, на следующий день после именин, забрал картину, перекрасил платье в палевый цвет, и через неделю вернул её обратно. На этот раз Анна одобрила работу. |
| 17 |         | «Портрет Ланге».                              | холст, масло 62×48       | Северо-Осетинский республиканский художественный музей. | Портрет Ланге. В правом нижнем углу подпись: К. Хетагуров. По форме можно предположить, что на портрете чиновник высокого ранга, служащий по медицинскому или лесному департаменту Министерства внутренних дел. |
| 18 |         | «Автопортрет». < 1900>                        | холст, масло 29×29, овал | Северо-Осетинский республиканский художественный музей. | По мнению Е. Адельберг, портрет написан в 1900 году . |

### Фресковая живопись
В 1888—1890 годах Коста Хетагуров участвовал в восстановлении живописи интерьера собора Вознесения Господня в Алагире. Кисти Коста принадлежат тематические композиции в верхних частях южной, северной и восточной стен собора а также художественный орнамент на арках и столбах. М. С. Туганов обращал внимание на национальный колорит фресок собора: 
В 12 апостолах, писанных им на стенах Алагирской церкви (теперь музей Алагирского района), он дает поразительные типы осетин, на которых недостает только соответствующего национального костюма: черкески, бешмета и папахи
 Подтверждением того, что роспись храма выполнял именно художник-осетин являются и ярко выраженные осетинские черты Девы Марии.
| № | Картина | Название                     | Техника / Размер (см) | Местоположение                                                      | Примечания |
| - | ------- | ---------------------------- | --------------------- | ------------------------------------------------------------------- | ---------- |
| 1 |         | «Вознесение» 1888 – 1890     | Фреска                | Над алтарем в центральном нефе собора Вознесения Господня в Алагире |            |
| 2 |         | «Несение креста» 1888 – 1890 | Фреска                | Над алтарем в левом нефе собора Вознесения Господня в Алагире       |            |
| 3 |         | «Моление о чаше» 1888 – 1890 | Фреска                | Над алтарем в правом нефе собора Вознесения Господня в Алагире      |            |

## Графика
| № | Картина | Название                                         | Техника / Размер (см) | Галерея                                                 | Примечания |
| - | ------- | ------------------------------------------------ | --------------------- | ------------------------------------------------------- | --- |
| 1 |         | «Портрет Кошерхан Жукаевой». 2.08.1882           | картон, соус 51.5×46  | Северо-Осетинский республиканский художественный музей. | Портрет гимназистки Кошерхан Жукаевой (1882 г.), дочери Петра Жукаева, в доме которого Коста жил по приезде из Петербурга. Первоосновой для портрета послужила фотография, сделанная в связи с окончанием гимназии в 1882 году. В 17 лет девушка, потеряв мать, заболела, и ей остригли волосы. Когда в тот период в связи с окончанием гимназии потребовалась фотография, ей пришлось сниматься остриженной наголо. Впоследствии её родной брат, разделяя общее недовольство рисунком, пририсовал ей темные вьющиеся волосы, и в таком виде портрет сохранился до наших дней». По мнению Г. Кусова портрет мог быть написан во время проживания Коста у Жукаевых, в 1885 году. |
| 2 |         | «Портрет Крек-Носковой». 1890                    | картон, уголь 31×21.7 | Северо-Осетинский республиканский художественный музей. | Портрет Елены Фёдоровны Крек-Носковой (1890 г.), дочери Фридриха Крека, немца по происхождению, державшего во Владикавказе мастерскую по изготовлению часов, продававшихся под маркой «Владикавказ. Крек». Выполненный углем набросок для живописного портрета. |
| 3 |         | «Вид Большого Карачая». 1892                     |                       |                                                         | Коста Хетагуров. Серия рисунков «Виды большого Карачая и нарождающийся в Карачае горный промысел», опубликованны в 1892 году в издававшемся в Петербурге журнале «Север» с пояснением, в котором говорилось: «Наши рисунки исполнены молодым художником Хетагуровым, занимающимся в конторе предпринимателей ведением счетоводных книг и журналов, а в часы досуга рисованием" . |
| 4 |         | «Рукопись К. Хетагурова «Осетинская лира»». 1898 |                       |                                                         | Заглавная страница рукописи К. Хетагурова «Осетинская лира». |
| 5 |         | «Рисунок К. Хетагурова».                         | 7                     |                                                         | |

## Утраченные произведения
Помимо дошедших до нас работ Коста Хетагурова, существовали и те, которые, к сожалению, не сохранились, но о которых рассказывали современники. Это — портреты П. И. Чайковского, М. 3. Кипиани, портрет дочери херсонского нотариуса Тимчинского. Неизвестно местонахождение полотна Святая Нина. Не сохранился написанный в 1888—1889 ростовой портрет государя Александра III, работа над которым продолжалась больше года. Художник М. П. Горбунков в своих воспоминаниях упоминал несколько не дошедших до нас портретов, созданных Коста, в том числе портрет матери художника, написанный им на основе впечатлений от рассказов о ней знавших её людей, портрет имама Шамиля, карандашный портрет Анны Поповой, мужской портрет, подписанный «К. X.». Так же Горбунков упоминает и не сохранившиеся пейзажи: «Гора Эльбрус» и «Наша родина» . Портрет матери Коста описал знакомый поэта по Ставрополю Алексей Гущин. Кроме этого портрета, который он увидел при посещении квартиры Коста, он упоминает заполнявшие всю комнату иконы в рост человека, развешанные по стенам эскизы головок, абрисы фигур, очерченных тушью.